# پهنایی
پَهنایی روستایی در بخش مرکزی شهرستان قائنات استان خراسان جنوبی ایران است. روستای پهنایی دارای اهالی تحصیل کرده، فرهیخته و سیاستمدار متعددی است که در زمینه های شغلی خود از سرآمدان شهرستان می باشند. همچنین این روستا با تقدیم ۲۲ شهید در راه حفظ تمامیت ارضی ایران از جمله دو شهید خلبان، از جمله روستاهای پیشتاز در دوران جنگ تحمیلی بوده است. همچنین زعفران این روستا در زمره ی با کیفیت ترین زعفران های شهرستان قائنات می باشد.

## جمعیت
بر پایه سرشماری عمومی نفوس و مسکن در سال ۱۳۹۵ جمعیت این روستا ۲٬۴۴۲ نفر (در ۷۴۳ خانوار) بوده‌است.
وجه نام پهنایی: چون روستا در دشت وسیع بود و پهنای زیاد داشت پهنایی نامگذاری شد.
روستای پهنایی که در فاصله ۱۰ کیلومتری جنوب شهر قاین قرار دارد. با قرار گرفتن در منطقه خوش آب و هوا و نسبتا کوهستانی که قناتهای معروف بادمک، جویبار یک، کاسیچ، خدری، چشمه ریگی، کوساچ،... آن را احاطه کرده اند و همچنین کوه های سر به فلک کشیده و تفرجگاه های طبیعی به همراه درختان بادام، انجیر کوهی، زرد آلو و توت ..و قرار گرفتن مزار بی بی کبری گوشیک در حوالی آن باعث جذب مسافران و زائران زیادی به این منطقه شده و کلا به عنوان منطقه تفریحی در تمام شهرستان شناخته شده است.
1. ↑  «نتایج سرشماری ایران در سال ۱۳۹۵». درگاه ملی آمار. بایگانی‌شده از اصلی (اکسل) در ۲۰ شهریور ۱۴۰۲.

- مشارکت‌کنندگان ویکی‌پدیا. «Pahnai». در دانشنامهٔ ویکی‌پدیای انگلیسی، بازبینی‌شده در ۱۷ فوریه ۲۰۱۷.